# 桂阳县第一中学
桂阳县第一中学（英語：No.1 Meddle School Guiyang County）位于湖南省郴州市桂阳县关镇龙潭西路2号，为郴州市公立学校，湖南省示范性中学之一。

## 历史
桂阳县第一中学的直接前身为民国三十一年（1942年）建立的桂阳县立初级中学:626。中华人民共和国建立后，桂阳县立初级中学于1951年迁往清末建立的桂阳龙潭书院旧址，因此桂阳县第一中学校方也将龙潭书院视为自己的前身。1953年，鉴湖中学与县立初级中学合并，并更名为桂阳县第一中学，1958年，该校开设高中部:623。1964年，学者郭沫若为学校题写了校名:626。
1966年至1976年文化大革命期間，該校的教師遭到批鬥、正常教學秩序遭到嚴重破壞:1469，直到1980年代才恢复秩序:626。

## 学校文化
桂阳县第一中学的校歌是《美丽的一中，育人的地方》，由音乐家戴富荣、姜春阳共同创作。

## 著名校友
- 肖克，中国人民解放军上将。[1]
- 陈久长，中华人民共和国驻古巴大使，中华人民共和国驻秘鲁大使。。[1]

## 奖项
桂阳县第一中学先后荣获“湖南省示范性高级中学”、“湖南省现代教育技术实验学校”、“湖南省体育传统项目学校”、“北大附中网校”、“国家安全教育基地”、“湖南省文明卫生单位”、“湖南省园林式单位”、“湖南省招飞工作先进单位”、“湖南省安全文明小区”、“湖南省高考、成考优秀考点”、“湖南省群体工作先进单位”等荣誉奖项。